# Salvador do Sul
Salvador do Sul är en kommun i Brasilien.   Den ligger i delstaten Rio Grande do Sul, i den södra delen av landet, 1 600 km söder om huvudstaden Brasília. Antalet invånare är 6 747.
I omgivningarna runt Salvador do Sul växer i huvudsak städsegrön lövskog. Runt Salvador do Sul är det ganska tätbefolkat, med 80 invånare per kvadratkilometer.